# Kim Byeong-cheol
Kim Byeong-cheol (김병철?; Seul, 6 marzo 1973) è un ex cestista sudcoreano.

## Carriera
Con la Corea del Sud ha disputato i Campionati del mondo del 1998.